# FC Civics
FC Civics is een Namibische voetbalclub uit de hoofdstad Windhoek. De club werd opgericht in 1983 door studenten die de club Bethlehem Boys noemden, naar een lokale straat. Later werd de naam Mighty Civilians aangenomen en daarna Civics. Van 2000 tot 2007 stond de club bekend onder de naam Buschschule Civics.

## Erelijst
Landskampioen
2005, 2006, 2007
Beker van Namibië
Winnaar: 2003, 2008